# Franchi LF-57
Franchi LF-57 — пістолет-кулемет, сконструйований фірмою Luigi Franchi. 1956 року з'явився прототип під назвою LF-56. З 1962 пістолет-кулемет Franchi LF-57 знаходився на озброєнні ВМС Італії.
Зброя має автоматику із вільним затвором. Стрільба ведеться з відкритого затвора, має лише автоматичний режим стрільби. Затвор Г-подібної форми. Ствольна коробка складається з двох частин і виготовлена зі сталі, також як приймач магазинів та пістолетна рукоятка. Рукоятка затвора знаходиться зліва, при стрільбі нерухома. Пістолет-кулемет Franchi LF-57 мав два запобіжні пристрої: автоматичний запобіжник і ручний запобіжник. Прицільні пристрої - нерегульовані. Приклад рамковий, складний.

## Оператори
- Ангола[2]
- Італія
- Мозамбік